# Новинки (Слободское сельское поселение)
Новинки — деревня в Угличском районе Ярославской области России. Входит в состав Слободского сельского поселения.

## География
Находится в юго-западной части Ярославской области на расстоянии приблизительно 9 км на восток-юго-восток по прямой от административного центра района города Углич.

## История
В 1859 году здесь (деревня Угличского уезда Ярославской губернии) было учтено 4 двора, в 1898 — 8.

## Население
Численность населения: 14 человек (1859 год), 2 (русские 100 %) в 2002 году, 0 в 2010.